# أحمد علي (سياسي)
أحمد علي هو سياسي كاميروني، ولد في 1943 في كولوفاتة ‏ في الكاميرون. نشط حزبياً في الحركة الديمقراطية للشعب الكاميروني. وقد انتخب وزير العدل.